# حزام إنجيلي (السويد)

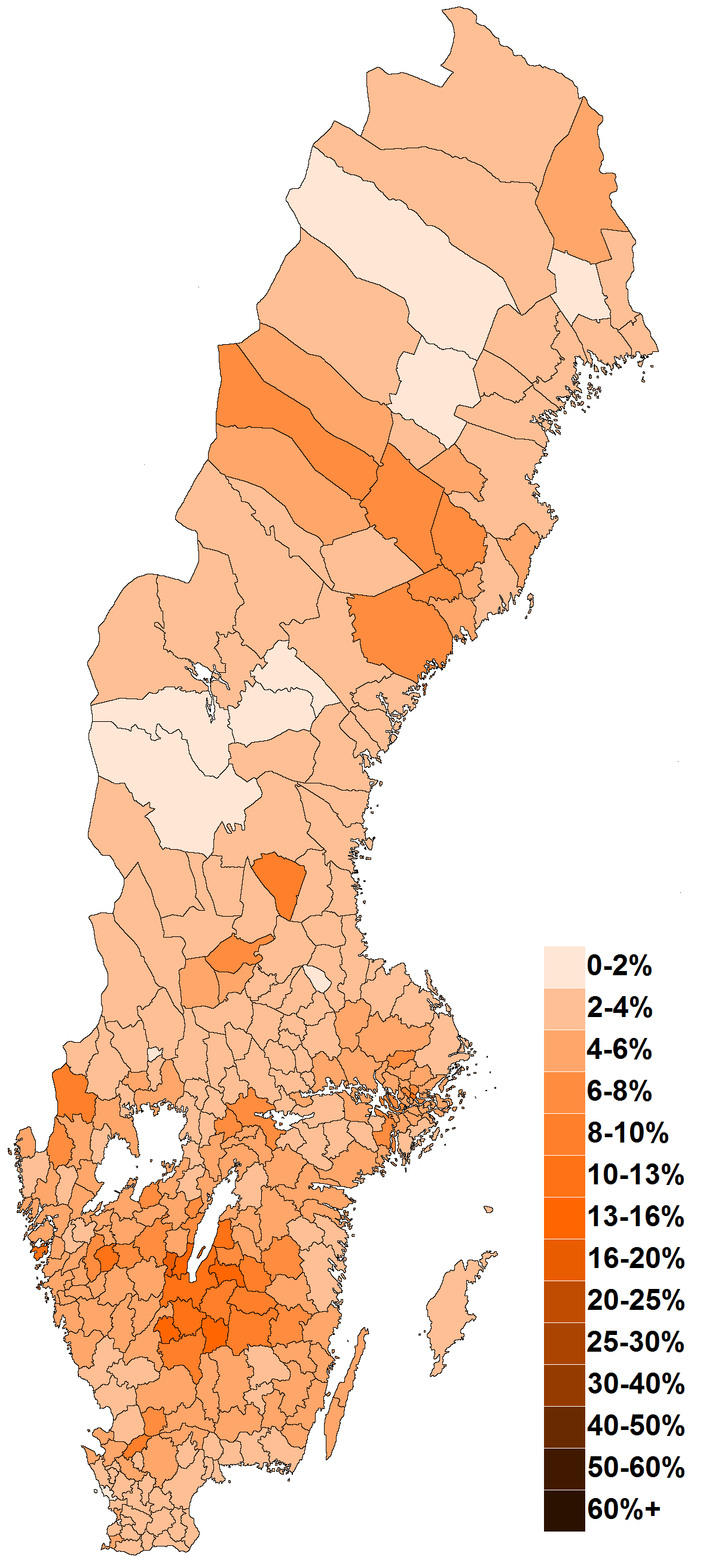
المناطق السويدية التي حصل فيها حزب الديمقراطيون المسيحيون على كمية كبيرة من الأصوات في عام 2014، حظي الحزب على دعمًا كبيرًا في منطقة الحزام الإنجيلي في جنوب السويد.

الحزام الإنجيلي (بالسويديّة: bibelbältet) هو مصطلح غير رسمي يُطلق على إقاليم تقع في السويد تُشكِل فيه البروتستانتية المحافظة اجتماعياً مقارنًة في بقية أنحاء المملكة.
تفيد إحصائيات نهاية عام 2009 أن 71.3% من السويديين ينتمون إلى كنيسة السويد (اللوثرية). رغم رغم ذلك فإن نسبة المواظبين على حضور الكنيسة في أيام الأحد تتقلص إلى 2% فقط.
تمتد منطقة الحزام وترتكز في يونشوبينغ في شمال سمولاند حيث تُشكِل فيه البروتستانتية اللايستادينية والكنائس الإنجيلية المحافظة اجتماعياً جزءاً رئيسياً من الثقافة، والتردد على الكنائس المسيحية فيه أعلى منه في بقية محافظات السويد. يرفض سكان المنطقة عمومًا حقوق المثليين جنسيًا، والإجهاض والموت الرحيم. وتبرز في المنطقة ظاهرة التبشير التلفازيّ.